# Зимняя вишня
«Зимняя вишня» — советский художественный фильм, снятый режиссёром Игорем Масленниковым в 1985 году на киностудии «Ленфильм». Является первой лентой трилогии.

## Смысл названия
Почему так назван фильм, можно понять из слов Ларисы, когда она объясняет, почему надо согласиться на предложение Герберта:

Посмотри, какой он умный мужик. А что ж тем, другим, давно не разглядеть, что рядом с ними живёт баба — красивая, молодая, с которой будешь счастлив по гроб жизни. И всё у неё для этого есть: и опыт, и ум, и даже ребёнок — готовый, пожалуйста! Не надо пелёнок стирать. И вагон, вагон любви нерастраченной. Только это, конечно, всё в замороженном виде, как в магазине вишня зимой. А ты приди да разогрей вниманием, и не надо ста тысяч выигрывать. Так что, знаешь что, выходи за Герберта и не раздумывай. А то, что мы с тобой про женскую самостоятельность говорили, наплюй и забудь.

## Сюжет
Главная героиня фильма — Ольга, жительница Ленинграда, разведена, работает в институте, одна растит 5-летнего сына Антона. Её подруги-соседки также несчастливы в личной жизни: и бездетная Валя, воспитательница детского сада, бесконечно выясняющая отношения со своим женихом Александром, ревнивым хоккеистом, и Лариса, бухгалтер автобазы, также разведённая и в одиночку воспитывающая сына.
Ольга влюблена в своего коллегу Вадима, но тот женат и не решается оставить семью. Редкие, торопливые встречи с ним оставляют у женщины горький осадок.
Однажды у Вали собираются гости, институтские друзья Александра — Вениамин и Герберт. Личная жизнь обоих также не устроена, и слова Ольги о семье западают им в душу. Первым в качестве жениха себя предлагает Вениамин. В свои 36 лет он никогда не был женат, до сих пор живёт с мамой, о семейной жизни имеет весьма своеобразные представления и исчезает из дома Ольги в первый же вечер своего незадачливого «жениховства».
«Сказочный принц», импозантный москвич Герберт, работающий в Швейцарии, появляется в квартире Ольги, когда требуется успокоить разбушевавшегося Александра. Между Гербертом и Ольгой завязываются отношения. Даже агрессивно настроенная против мужчин Лариса считает, что её подруге наконец-то повезло. А Ольга всё медлит с ответом на предложение Герберта о замужестве. Но когда она даёт согласие и они вместе с Антоном едут в Москву оформлять документы для отъезда за границу, по дороге их машину нагоняет Вадим. Ольга оставляет растерянного и недоумевающего Герберта и возвращается с Антоном и Вадимом в Ленинград. Однако иллюзия счастья продолжается недолго: Вадим решает посоветоваться с женой, уйти ли ему из семьи, и, судя по всему, в перспективе у Ольги снова одиночество.

## Факты
- Премьера фильма состоялась 21 октября 1985 года[1].
- В основном действие фильма происходит в Толстовском доме, в его дворах или возле него. Толстовский дом в этом фильме выполняет функцию своеобразного «актёра» массовки, подыгрывая героям фильма и создавая определённый настрой.
- Главные роли изначально должны были играть Наталья Андрейченко и Сергей Шакуров. Но в последний момент Андрейченко отказалась и уехала в США с Максимилианом Шеллом, и роль Ольги была переписана под Елену Сафонову[2][3][4]. Шакуров, едва начав с ней сниматься, также отказался от работы в фильме, и на роль Вадима был утверждён Виталий Соломин, который до этого играл у Масленникова роль доктора Ватсона в серии фильмов «Приключения Шерлока Холмса и доктора Ватсона». Тем не менее, в сцене на рыбалке, где Вадим и Ольга целуются, показаны ноги Шакурова.

## В ролях
| Актёр              | Роль                                                   |
| ------------------ | ------------------------------------------------------ |
| Елена Сафонова     | Ольга Николаевна                                       |
| Виталий Соломин    | Вадим Михайлович Дашков                                |
| Ивар Калныньш      | Герберт Мартинович                                     |
| Нина Русланова     | бухгалтер на автобазе, подруга Ольги Лариса Павловна   |
| Лариса Удовиченко  | Воспитательница детского сада, подруга Ольги Валентина |
| Александр Леньков  | холостяк Вениамин                                      |
| Сергей Паршин      | хоккеист, жених Вали Александр                         |
| Алла Осипенко      | бывшая свекровь Ольги Софья Николаевна                 |
| Миша Подущак       | сын Ольги Антон                                        |
| Анатолий Сливников | водитель автобуса Василий                              |

## Съёмочная группа
- Режиссёр: Игорь Масленников
- Автор сценария: Владимир Валуцкий
- Оператор: Юрий Векслер
- Композитор: Владимир Дашкевич
- фонограмма песен — Алла Пугачёва — песни «Держи меня, соломинка» и «Поднимись над суетой»

## Фестивали и награды
- 1986 — 19-й Всесоюзный кинофестиваль (Алма-Ата) в программе художественных фильмов[5]:
  - приз «За исследование актуальных нравственных проблем» — фильму «Зимняя вишня»;
  - приз за лучшую женскую роль — Елене Сафоновой («Зимняя вишня»).

## Книги
- Репина Н. А. Всё к лучшему. История любви, которая легла в основу фильма «Зимняя вишня». М.: Астрель, 2012. — 317 с., 2000 экз., ISBN 978-5-271-42487-8

## Продолжения
Этим же режиссёром и с теми же актёрами в главных ролях сняты два фильма-продолжения .

### «Зимняя вишня 2» (1990)
«Зимняя вишня 2» (1990) — второй фильм, сиквел.
Ольга, уехавшая с сыном в США, жена американского бизнесмена, мать пятилетней дочери, на неделю приезжает вместе с мужем и дочерью в перестроечный СССР.
Составители семитомной «Новейшей истории отечественного кино 1986—2000» отмечают, что главная героиня «Зимней вишни 2» получила «формальный реванш», став богатой и благополучной, но не смогла стать счастливой, так как «не могла быть счастлива по определению».

### «Зимняя вишня 3» (1995)
«Зимняя вишня 3» (1995) — третий фильм, триквел.
1995 год. Лос-Анджелес, Париж, Санкт-Петербург. Ольга скрывает развод с мужем и ищет встречи с Вадимом, сначала в Париже, потом в Санкт-Петербурге.
В том же 1995 году была смонтирована 8-серийная телеверсия трилогии.

### «Зимняя вишня 4» (не был завершён)
В начале апреля 2016 года 84-летний режиссёр Игорь Масленников заявил о намерении летом 2016 года при помощи своих учеников начать в Санкт-Петербурге съёмки по своему сценарию четырёхсерийного телевизионного художественного фильма под рабочим названием «Зимняя вишня — 2016. Финал фамильной саги» на студии «Троицкий мост» (Санкт-Петербург), художественным руководителем которой он является. Когда будет готов весь материал, Игорь Фёдорович запланировал смонтировать полуторачасовую полнометражную картину для кинотеатров.
В июне 2017 года сообщалось о начале съёмок в Санкт-Петербурге четвёртой части фильма «Зимняя вишня», в которой по сценарию будет отражено «современное состояние нашего общества, когда страна уже стабилизировалась». Режиссёрами фильма стали дебютанты Николай Котяш и Евгений Черепанов (ученики Игоря Масленникова). Художественным руководителем и автором сценария картины выступил автор всех предыдущих трёх частей Игорь Масленников.
В мае 2021 года на вопрос обозревателя «Российской газеты» Светланы Мазуровой, почему до сих пор не снят «финал фамильной саги», режиссёр Николай Котяш ответил: 

За помощью мы обращались в Минкульт, на телеканалы. Объявляли краудфандинг… К сожалению, поддержки не получили и проект заморозили. Прошло уже несколько лет, но многие люди ждут это продолжение, до сих пор пишут сообщения, интересуются: «Что же с „Зимней вишней“? Будет?». Поэтому проект со счетов не списываем, держим руку на пульсе. Шансы есть. Хорошо, если бы помогли власти города, комитет по культуре.— режиссёр Николай Котяш, 21 мая 2021 года